# برتراند سرلت
برتراند سرلت (Bertrand Serlet) (متولد سال ۱۹۶۰ میلادی)، یک مهندس نرم‌افزار فرانسوی بود که در اول قبل از این‌که فرانسه را در سال ۱۹۸۵ میلادی به قصد ایالات متحده ترک کند، در Institut national de recherche en informatique et en automatique (INRIA) کار می‌کرد. او معاون ارشد مهندسی نرم‌افزار در شرکت اپل بود.

## تحصیلات
سرلت از École normale supérieure Paris-Saclay فارغ‌التحصیل شده‌است و از دانشگاه Université Paris-Sud 11 دکترای علوم کامپیوتر دارد.

## حرفه
سرلت قبلاً معاون ارشد مهندسی نرم‌افزار در شرکت اپل بود، جایی که از سال ۱۹۹۷ تا ۲۰۱۱ میلادی کار کرد. در ژوئیه ۲۰۰۳ جانشین آوی توانیان شد. در این سمت او اساساً مسئول اصلی انتشار Mac OS X (شامل 10.4 Tiger، 10.5 Leopard و 10.6 Snow Leopard) بود. سرلت مدیر توسعه فضای کاری در NeXTSTEP و OPENSTEP را رهبری کرد.
سرلت قبل از پیوستن به اپل در زیراکس PARC و NeXT کار کرده‌است.
سرلت در WWDC 2006 در مورد مشابهت‌های درک شده میان Mac OS X Tiger و ویندوز ویستا، شامل مقایسه رابطی Aqua اپل و رابطی Aero مایکروسافت سخنرانی کرد. او بر مشابهت‌های دیداری ظاهری تمسخر کرد و به یک بنر 2004 WWDC اشاره کرد که نوشته بود، «ردموند، ماشین‌های فوتوکاپی‌ات را فعال کن» - اشاره به مقر مایکروسافت که در ردموند، واشینگتن واقع است. او همچنین در WWDC 2009 سخنرانی کرده و Snow Leopard را عمیقاً نمایش داد که شامل ارجاعات دیگر به سیستم عامل ویندوز مایکروسافت داشت – با استناد به استفاده مداوم رجیستری ویندوز، DLLها، سیستم فرعی کنترل حساب کاربری (UAC) و موجودیت یک‌پارچه سازی دیسک تعاملی، مدعی شد که ویندوز ۷ صرف یک نسخه دیگر ویستا است که به‌صورت وسیع مورد انتقاد قرار گرفته‌است.
در ۲۳ مارس ۲۰۱۱، اپل اعلان کرد که سرلت این شرکت را ترک می‌کند «تا کم‌تر بر محصولات و بیشتر بر علم تمرکز کند».
بر اساس Business Insider، او به همراه کارمندان اسبق اپل، یک استارت آپ در زمینه محاسبه ابری به نام Upthere را تأسیس کرد. در نوامبر ۲۰۱۲، Upthere مقدار اعلام ناشده از سرمایه فعالیت اقتصادی را که از Kleiner Perkins Caufield & Byers, Elevation Partners، و گوگل سرمایه‌گذاری شده بود، افزایش داد. Upthere در ۲۸ اوت ۲۰۱۷ توسط Western Digital خریداری شد.
در ژوئیه ۲۰۱۲ او به هیئت مدیرت شرکت Parallels پیوست.
در سال ۲۰۱۵ میلادی به همراه CEO سابق شبکه‌های جونیپر، پرادیپ سیندو، شرکت فناوری مرکز اطلاعات Fungible را تأسیس کردند.
سرلت در یک مصاحبه با INRIA، جزئیاتی را در مورد Grokable، استار آپ کوچک مخفی که در آن کار می‌کرد، شریک ساخت. به گفته سرلت، گروکیبل «یک پروژه کاملاً علمی و بسیار خلاقانه است که تقلید از هوش حیوانات را در بر می‌گیرد».